# ビルギット・プリンツ
ビルギット・プリンツ（Birgit Prinz、1977年10月25日 - ）は、ドイツの元女子サッカー選手。フランクフルト出身。1.FFCフランクフルト最終所属。身長179cm、体重76kgの大型フォワードであった。女子サッカーを代表する選手のひとりで、2003年から2005年の3年連続で、女子部門においてFIFA最優秀選手賞に選出、ドイツ年間最優秀女子サッカー選手賞にも2001年から2008年まで8年連続で選出された。また実現こそしなかったがイタリア・セリエA所属のクラブ・ペルージャのガウチ会長が男子チームでの起用を目的に、獲得に興味を示したことでも話題になった。

## 経歴
幼少からサッカーに親しみ、17歳からはフランクフルトで初の女子サッカークラブ1.FFCフランクフルトに所属して活躍した。2002年からはWUSAのキャロライナ・カーレッジに移籍し、15試合の出場ながら12得点、8アシストを記録し、この年、クラブはリーグ優勝を果たした。2000年シドニー五輪、2004年アテネ五輪と、二度のオリンピックにドイツ代表の中心選手として参加し、両大会で銅メダルを獲得した。
FIFA女子ワールドカップには1995年スウェーデン大会からメンバー入りし同大会準優勝を経験、自身もグループリーグのブラジル戦で1得点を挙げた。その後の大会でも引き続き代表に選出され、2003年アメリカ大会では7得点を挙げ大会得点王とMVPを獲得しチームは初優勝、2007年中国大会も5得点を挙げてチームの2連覇に貢献した。
自国開催となった2011年ドイツ大会では、ブンデスリーガ2010-2011シーズン中に負った怪我が元で不調に陥った。大会開幕後も調子は上がらず、グループリーグのカナダ戦とナイジェリア戦はスタメン出場するがどちらも試合後半に途中交代を命じられ、以降はベンチメンバーとして臨んだが出場機会を与えられることはなかった。チームはグループリーグを1位で通過するも準々決勝で日本に延長戦の末敗れベスト8で敗退し、自身も無得点に終わった。同年代の澤穂希やアビー・ワンバックらとは対照的に、個人としてもチームとしても不本意な結果に終わった（同大会は翌2012年ロンドン五輪の欧州予選も兼ねていたため、ドイツはその出場権も逃した）。大会終了後（2011年7月）にドイツ代表から引退、翌8月に所属クラブとドイツサッカー協会を通じて現役を引退することを表明した。

## 所属クラブ
- FSVフランクフルト 1992-1998
- 1.FFCフランクフルト 1998-2002
- キャロライナ・カレッジ 2002
- 1.FFCフランクフルト 2002-2011

## タイトル

### ドイツ代表
- FIFA女子ワールドカップ　優勝（2003年アメリカ大会、2007年中国大会）
- UEFA欧州女子選手権　優勝（1995年、1997年、2001年、2005年、2009年）
- オリンピック3位（2000年シドニー大会、2004年アテネ大会、2008年北京大会）

### ブンデスリーガ
- リーグ優勝8回（FSV Frankfurt 2回：1995年、1998年・1. FFC Frankfurt 6回： 1999年、2000年、2001年、2002年、2003年、2005年）
- カップ戦優勝7回（FSV Frankfurt 2回：1995年、1996年・1. FFC Frankfurt5回：1999年、2000年、2001年、2002年、2003年）
- スーパーカップ優勝1回（FSV Frankfurt 1996年）

### 国際大会
- UEFA女子チャンピオンズリーグ　優勝（2002年、2006年、2008年）

### アメリカ女子サッカーリーグ (WUSA)
- Founders Cup優勝（Carolina Courage 2002年）

### 個人タイトル
- FIFA 年間最優秀女子選手 3年連続（2003年～2005年）
- ドイツ年間最優秀女子サッカー選手賞 8年連続（2001年～2008年）
- FIFA女子ワールドカップ 得点王 7得点（2003年アメリカ大会）
- ワールドカップ 14得点（歴代2位タイ）
- ブンデスリーガ 得点王 （1997年、1998年、2001年、2007年）